# Rainer Henkel
Rainer Henkel (nascido em 27 de fevereiro de 1964) é um ex-nadador alemão que ganhou a medalha de bronze no revezamento 4×200 m livre pela Alemanha Ocidental nos Jogos Olímpicos de 1988 em Seul. Foi campeão mundial em 1986 nos 400 m e 1500 m livre e campeão europeu em 1987 na mesma distância e com o revezamento 4×200 m livre. Conquistou um total de 21 títulos alemães. Competiu pelo SV Rhenania Köln e foi treinado por Gerhard Hetz e Elmar Schneider.

## Vida pessoal
Foi casado de 1989 a 2001 com a ex-saltadora em altura alemã Heike Henkel. Deste casamento nasceram dois filhos. Em 2005, casou-se com a saltadora em altura Maria. Depois de sua carreira na natação, Henkel disputou corridas de carro como amador no Porsche-Cup, mas não teve grandes sucessos.